# Skybar

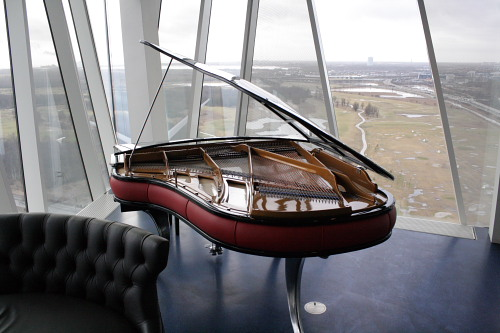
En flygel i en skybar på hotellet Bella Sky i Köpenhamn.

En skybar är en bar med utsikt belägen högt upp i en byggnad, exempelvis i en skyskrapa. Atmosphere (stiliserat som AT.MOSPHERE) är världens högst belägna restaurang och ligger i Burj Khalifa i Dubai. Byggnader som har skybar i Sverige är bland andra Quality Hotel Friends, Royal Viking, Skatteskrapan och Victoria Tower i Stockholm. Hotel Gothia Towers i Göteborg, Malmö Live i Malmö samt Skrapan i Västerås.